# Blakea penduliflora
Blakea penduliflora är en tvåhjärtbladig växtart som beskrevs av Frank Almeda. Blakea penduliflora ingår i släktet Blakea och familjen Melastomataceae. Inga underarter finns listade i Catalogue of Life.